# 알탄부카
알탄부카(Алтанбуха, 按檀不花 또는 阿勒坦布哈, ? ~ 1323년)은 몽골 제국과 원나라의 황족, 제후왕으로 원 세조 쿠빌라이 카안의 넷째 아들 안서왕과 진왕 망갈라의 아들이었다. 아난다의 동생이라는 설과 아난다의 형이라는 설이 있다. 알탄부카는 몽골어로 황금을 의미하는 알탄과 소를 의미하는 부카의 조합어이다. 청나라 때에 교정된 원사에는 아르탄포합(阿勒坦布哈)으로 등장한다.

## 생애
쿠빌라이 카안의 넷째 아들인 안서왕과 진왕 망갈라의 아들로, 어머니는 쿠투이 카툰 혹은 후티 카툰이라는 설과, 다른 이름이 전하지 않는 카툰의 아들이라는 설이 있다. 안서왕위를 계승한 아난다와의 관계도 그의 형이라는 설과, 아난다의 동생이라는 설이 있다.
알탄부카의 정확한 생년월일은 전하지 않는다. 알탄부카의 초기 삶과 유년시절의 행적 역시 원사, 원사연의의 기록에 전하지 않는다. 원사에 의하면 1287년 11월 11일 쿠빌라이 카안이 아난다에게 안서왕을 습봉하고 알탄부카에게는 진왕인을 하사하였다. 이러한 상황에 대해 재무관료의 산가는 한 왕가에서 두 개의 왕인을 사용하는 것은 제도상 좋지 않다고 말하자, 쿠빌라이 카안은 아난다가 가지는 안서왕부와 안서왕인은 그대로 유지했지만, 알탄부카의 진왕부는 혁파하되 진왕의 인장만 허용하였다. 이후의 원사, 원사연의에는 한동안 그의 행적이 등장하지 않는다.
1307년 형 혹은 동생 아난다가 원 성종의 불루간 대카툰에 의해 보정으로 임명되고 차기 칸에 내정되었으나, 아유르바르와다, 카이산 군에 패배하고 처형당했다. 안서왕령은 폐지되어 아유르바르와다에게 주어지자, 그는 안서왕부의 부활을 원 무종에게 청하였지만 거절당한다.
1323년 시데발라 칸을 암살하려는 정변이 발생, 여기에 가담했다. 상도 남쪽 15km에서 시데발라 칸과 바이주는 암살당했고 진왕 카말라의 아들이자 쿠빌라이 카안의 다른 증손 예순테무르가 대칸이 되었다. 그러나 이듬해 3월 예순테무르 칸은 알탄부카를 선황제 암살 연루자로 지목, 하이난도(海南島)로 유배보냈다. 이후의 행적은 기록에 등장하지 않은 것으로 보아 곧 사망한 것으로 추정된다.